# Los Angeles Kings
Los Angeles Kings (en español: Reyes de Los Ángeles) son un equipo profesional de hockey sobre hielo de los Estados Unidos con sede en Los Ángeles, California. Compiten en la División Pacífico de la Conferencia Oeste de la National Hockey League (NHL) y disputan sus partidos como locales en la Crypto.com Arena, en el centro de Los Ángeles, desde el inicio de la temporada 1999-2000. Antes de eso, los Kings jugaron durante 32 años en The Forum, en Inglewood, un suburbio de Los Ángeles.
Fueron fundados el 5 de junio de 1967, después de que Jack Kent Cooke obtuviera una franquicia de expansión de la NHL para Los Ángeles el 9 de febrero de 1966, convirtiéndose en uno de los seis equipos que comenzaron a jugar como parte de la expansión de la NHL de 1967.

## Historia

### 1967-1975: Fundación y primeros años
La ciudad de Los Ángeles estuvo interesada por albergar una franquicia en la NHL, ya que el estado de California ya contaba con varios equipos de hockey en diversas ligas locales. Cuando la NHL decidió expandirse, el empresario canadiense Jack Kent Cooke, propietario de Los Angeles Lakers, pagó dos millones de dólares por tener una de las seis plazas que se otorgaban. Cooke decidió instalar su equipo en la ciudad angelina, ya que a la comunidad de aficionados al hockey había que sumar un importante número de ciudadanos procedentes de estados norteños de la costa oeste en Estados Unidos y Canadá. El nuevo club se llamó Los Angeles Kings, adoptó el púrpura y dorado como colores principales y jugarían en The Forum.
Durante sus primeras temporadas participaron jugadores como Bill Flett, Eddie Joyal, Eddie Shack y Real Lemieux entre otros. En sus primeros años los Kings consiguieron confirmarse como un equipo competitivo, pero a partir de la década de 1970 su juego empeoró sensiblemente.

### 1975-1988: La era de la Triple Crown Line
Existió una mala gestión deportiva, por la que el equipo prefería contratar jugadores en sus últimos años de carrera profesional y no se recuperaron sino hasta 1974 cuando, bajo el mando de Bob Pulford, volvieron a clasificarse para un playoff. Poco después, la adquisición de Marcel Dionne y Rogie Vachon ayudaron para que los Kings terminaran en la segunda posición de la División Norris en 1975. Dionne formó en 1979 una línea conocida como la Triple Corona, junto a los novatos Dave Troyes y Charlie Simmer, que sirvió para que Los Ángeles tuviera uno de los mejores ataques de la NHL.
En 1979 el exdeportista Jerry Buss le compró a Cooke los Lakers, a los Kings y The Forum por un total de 67.5 millones de dólares. El nuevo propietario mantuvo el bloque del equipo intacto, por lo que la Triple Corona dominó la temporada de 1980 con 146 goles y 182 asistencias entre sus tres estrellas, logrando entrar en el Equipo de las Estrellas junto a su portero Mario Lessard. Pero a pesar del éxito individual de sus jugadores, los Kings nunca pasaron de la primera ronda de los playoffs hasta 1982.

### 1988-1995: La era de Wayne Gretzky

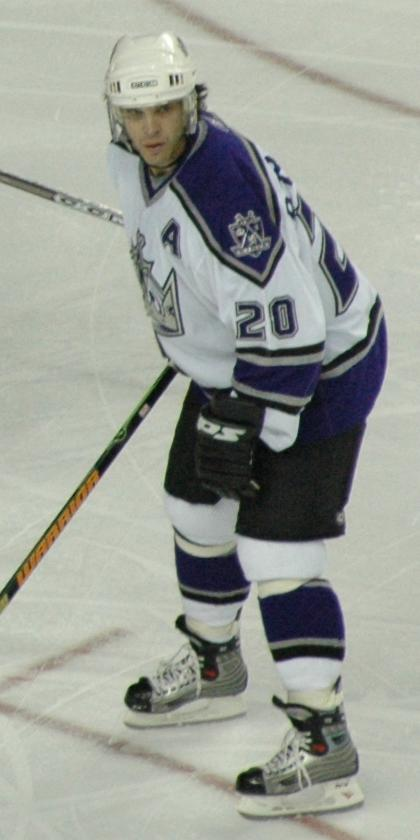
Luc Robitaille, uno de los históricos de LA Kings.

En 1987 el empresario y coleccionista numismático Bruce McNail, compró Los Angeles Kings. El nuevo dueño realizó una renovación completa con la intención de luchar por el título, y en agosto de 1988 realizó una serie de transacciones que derivaron en adquirir al mejor jugador de la NHL: Wayne Gretzky. Los colores y escudo también se cambiaron, pasando al plata y negro. Gretzky fue el líder de los Kings, y en su primera temporada consiguió el Hart Memorial Trophy. En la temporada 1990-91 Los Ángeles logró su primer título divisional y único hasta el momento; sin embargo, cayeron en los playoffs.
En la temporada 1992-93 los Kings consiguieron firmar una sensacional campaña regular, liderados por Gretzky, Luc Robitaille, y varios jugadores procedentes de los Edmonton Oilers. Los Kings consiguieron proclamarse campeones de la Conferencia Oeste, pero acabaron sucumbiendo en la Final de la Copa Stanley al perder en cinco partidos ante los Montreal Canadiens. La situación no solo fue positiva para el club, ya que McNail consiguió llegar a altos cargos directivos de la NHL y la liga otorgó nuevas franquicias en California a raíz del éxito de los Kings.
Pero a partir de 1993 la situación cambió para mal. McNail estuvo inmerso en varias polémicas que le obligaron a renunciar de sus cargos en la Liga y la economía del club empeoró hasta el punto de declararse en bancarrota en 1995. Hubo que vender múltiples estrellas del equipo, quedándose la franquicia solo con Gretzky y pocos jugadores más.

### Era Staples Center (Desde 1998)
El equipo fue comprado en 1995 por Philip Anschutz y Edward Roski, quienes comenzaron una fase de renovación. Gretzky fue canjeado un año después a los Saint Louis Blues a cambio de tres jugadores y dos elecciones de draft. Dicho canje no fue muy bueno para el equipo de Misuri, ya que Wayne jugó solo 18 partidos antes de firmar con los New York Rangers.
Tras varias campañas sin llegar a la postemporada, se produce un punto de inflexión cuando los Kings se mudan al Staples Center. En 1999-2000 los Kings consiguieron clasificarse a los playoffs, con jugadores como el defensa Rob Blake, y obtendrían la clasificación hasta 2002.
Desde entonces pasaron varios años sin alcanzar los playoffs de la NHL, hasta que en la temporada  2011-12 alcanzaron el octavo puesto en la Conferencia Oeste, lo que les valió para enfrentarse al primer clasificado, los Vancouver Canucks, a los que derrotaron en cinco partidos. Fue una victoria sorprendente ya que los Canucks habían compilado una de sus mejores temporadas, finalizando la temporada regular en primer lugar de la clasificación de toda liga.
En la segunda fase de playoffs jugaron contra el segundo clasificado de su Conferencia, los Saint Louis Blues, a los que también derrotaron sin dificultades, esta vez tan solo en cuatro partidos. Se enfrentaron a los Phoenix Coyotes en la Final de la Conferencia Oeste, imponiéndose por cuatro partidos a uno y alcanzando la Final de la Stanley Cup 19 años después.
En la Final se enfrentaron a los New Jersey Devils en un duelo por el título inesperado al término de la temporada regular ya que ninguno de los equipos se destacó en la fase regular. Los Kings superaron a los Devils en los dos primeros partidos en Nueva Jersey ambos en tiempo extra. El tercer partido, ya en Los Ángeles, lo ganaron cómodamente los locales. Con una ventaja de 3-0 parecía imposible que se les escapara la victoria, pero perdieron los dos siguientes partidos poniéndole bastante drama a la serie. Sin embargo, Los Angeles Kings ganaron contundentemente el sexto partido logrando así poner el 4-2 en la serie y ganando la Copa por primera vez en su historia.

## Arena
Desde la temporada 1999-2000, Los Angeles Kings disputan sus partidos en la Crypto.com Arena, con capacidad para 18 000 personas. Este recinto, más conocido por ser el estadio de Los Angeles Lakers y Los Angeles Clippers (NBA), alberga partidos de basquetbol, hockey, fútbol americano bajo techo (en pista cubierta) y otros usos.
Anteriormente el equipo había jugado en The Forum, un pabellón cubierto de Inglewood (California).

## Palmarés
Stanley Cup
- 2011–12
- 2013–14

Clarence S. Campbell Bowl
- 1992–93
- 2011-12
- 2013-14

### Trofeos individuales
Art Ross Trophy
- Marcel Dionne: 1979–80

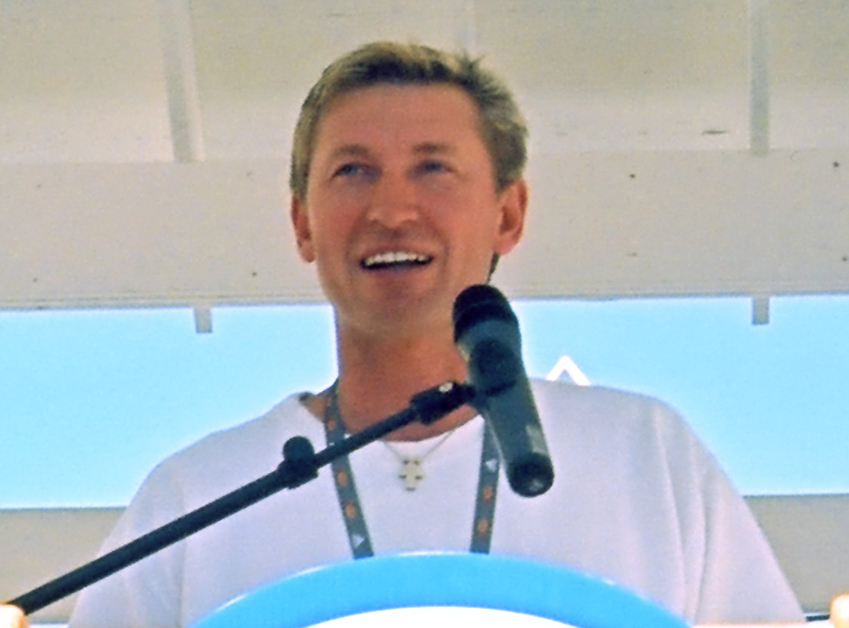
Wayne Gretzky, miembro del Salón de la Fama y jugador de Los Ángeles de 1988 a 1996.

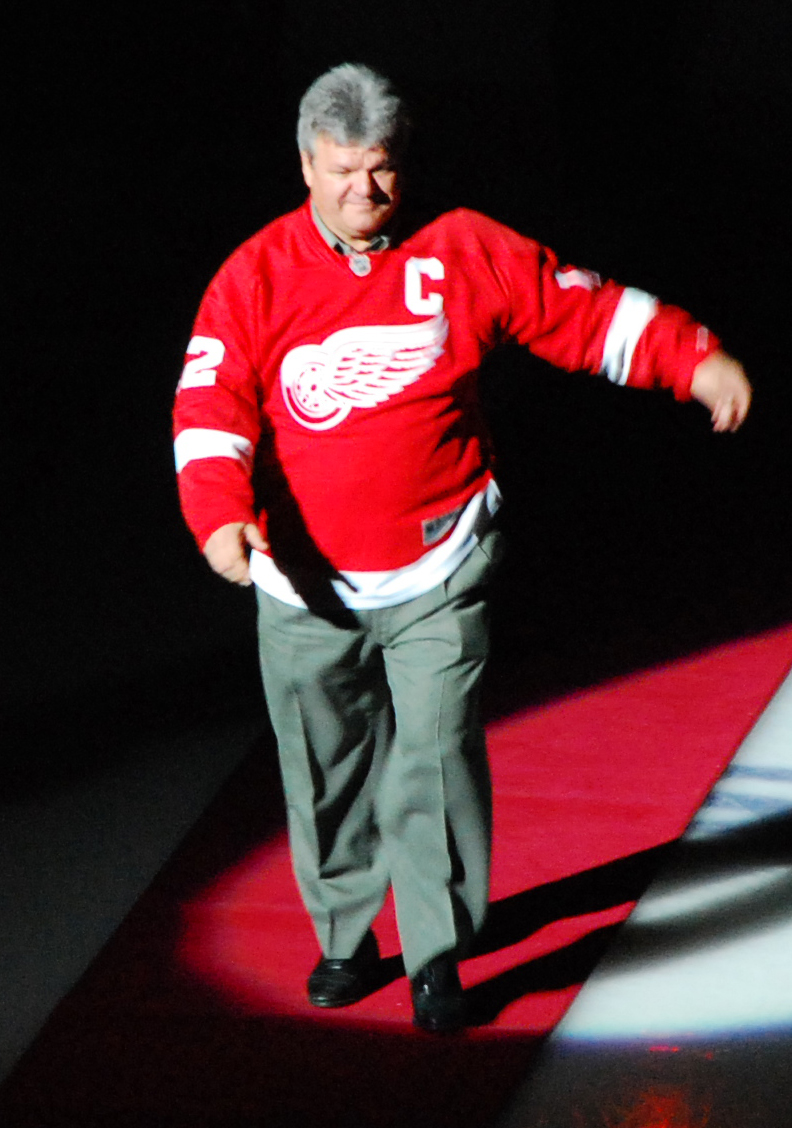
Marcel Dionne permaneció quince años en el equipo angelino.

- Wayne Gretzky: 1989–90, 1990–91, 1993–94

Bill Masterton Memorial Trophy
- Butch Goring: 1977–78
- Bob Bourne: 1987–88
- Dave Taylor: 1990–91

Calder Memorial Trophy
- Luc Robitaille: 1986–87

Hart Memorial Trophy
- Wayne Gretzky: 1988–89

James Norris Memorial Trophy
- Rob Blake: 1997–98

King Clancy Memorial Trophy
- Dave Taylor: 1990–91

Lady Byng Memorial Trophy
- Marcel Dionne: 1976–77
- Butch Goring: 1977–78
- Wayne Gretzky: 1990–91, 1991–92, 1993–94

Lester B. Pearson Award
- Marcel Dionne: 1978–79, 1979–80

Lester Patrick Trophy
- Terry Sawchuk: 1970–71
- Bruce McNall: 1992–93
- Wayne Gretzky: 1993–94

NHL Plus/Minus Award
- Marty McSorley: 1990–91

## Uniformes e imagen
A lo largo de su historia, Los Angeles Kings ha contado con tres tipos de uniformes. El primero, correspondiente a la época de Cooke, era púrpura y amarilla. El segundo tuvo como colores principales el plateado y el negro. En la actualidad, el equipo viste de negro (local) y blanco (visitante) con toques púrpuras en ambos uniformes. Su logo, una corona, también ha cambiado con el paso del tiempo, aunque ha mantenido siempre la misma identidad.